# Squad D
Squad D est une nouvelle de Stephen King publiée pour la première fois en 2019 dans l'anthologie Shivers VIII.

## Résumé
En 1974, pendant la guerre du Viêt Nam, Josh Bortman est envoyé à l'infirmerie pour des hémorroïdes, ce qui lui sauve la vie car les neuf autres membres de l'escouade D sont tués peu après dans une embuscade. Souffrant de la culpabilité du survivant, Bortman envoie aux parents de ses camarades une photographie des neuf hommes. Des années plus tard, un dixième homme apparaît sur toutes les photos.

## Genèse
Cette courte nouvelle d'environ 2000 mots est écrite à la fin des années 1970 pour être publiée dans l'anthologie Last Dangerous Visions qui doit être éditée par Harlan Ellison. Cependant, Ellison renvoie l'histoire à King car il pense qu'elle mérite une réécriture plus approfondie et, de plus, ce projet d'anthologie ne se concrétise pas. Elle est finalement publiée en 2019 au sein de l'anthologie Shivers VIII, éditée par Richard Chizmar aux éditions Cemetery Dance Publications.